# 취소된 마천루 목록

## 취소된 마천루
아래는 건축이 취소된 마천루를 모은 것이다. 착공년도와 완공예정년도가 불분명한 마천루는 포함되지 않는다.

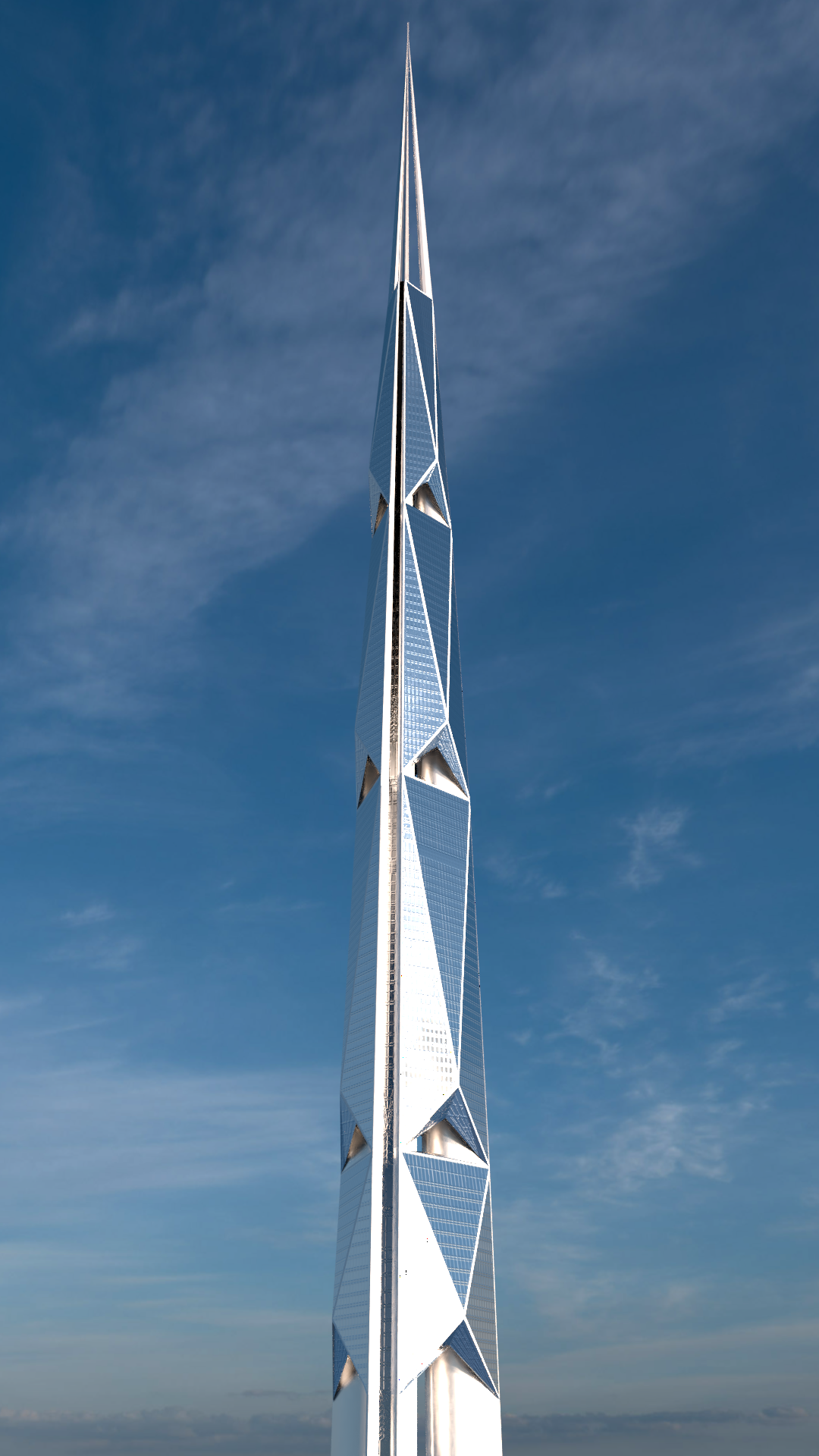
인디아 타워-718m 126층

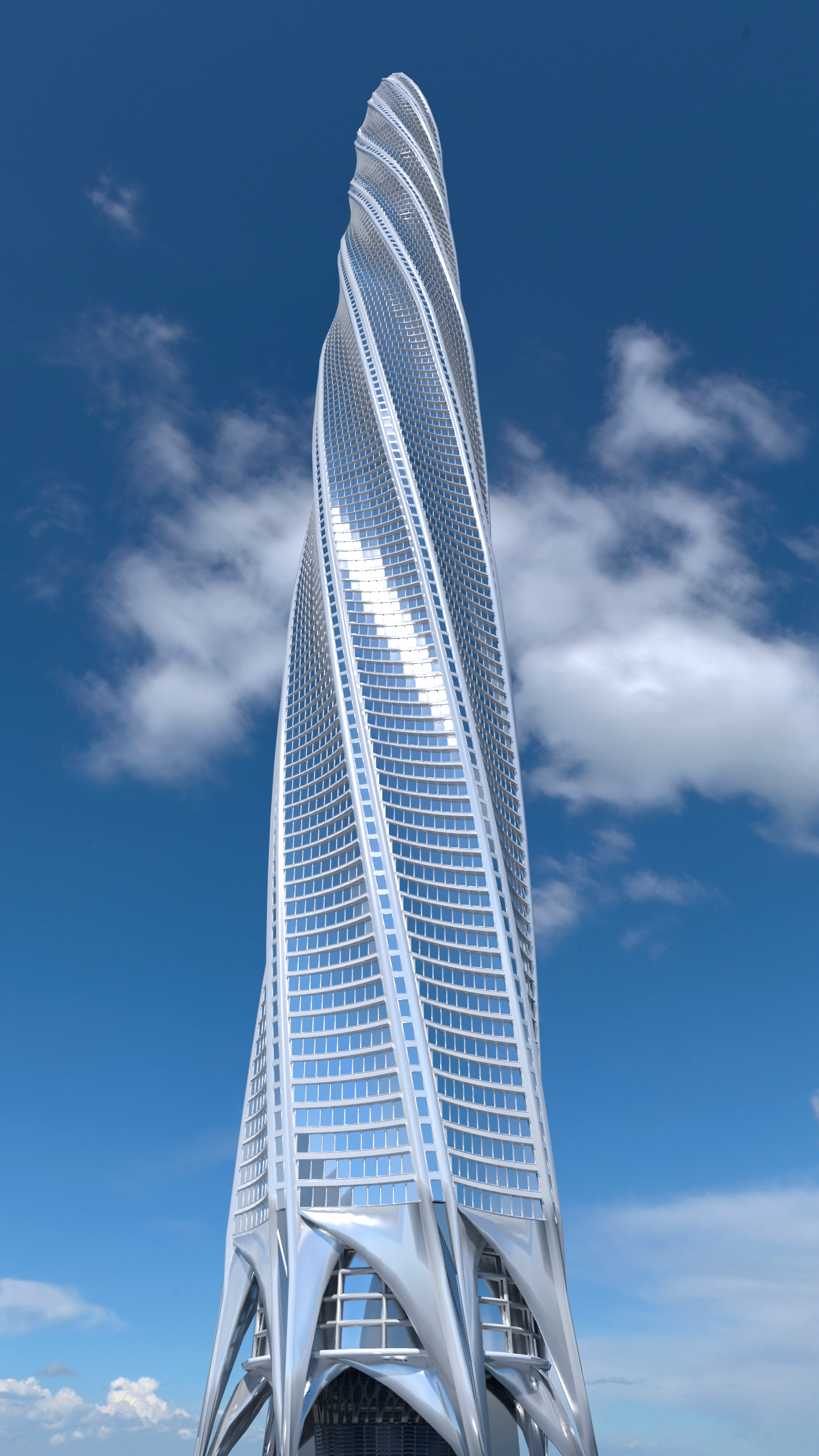
시카고 스파이어-610m 150층

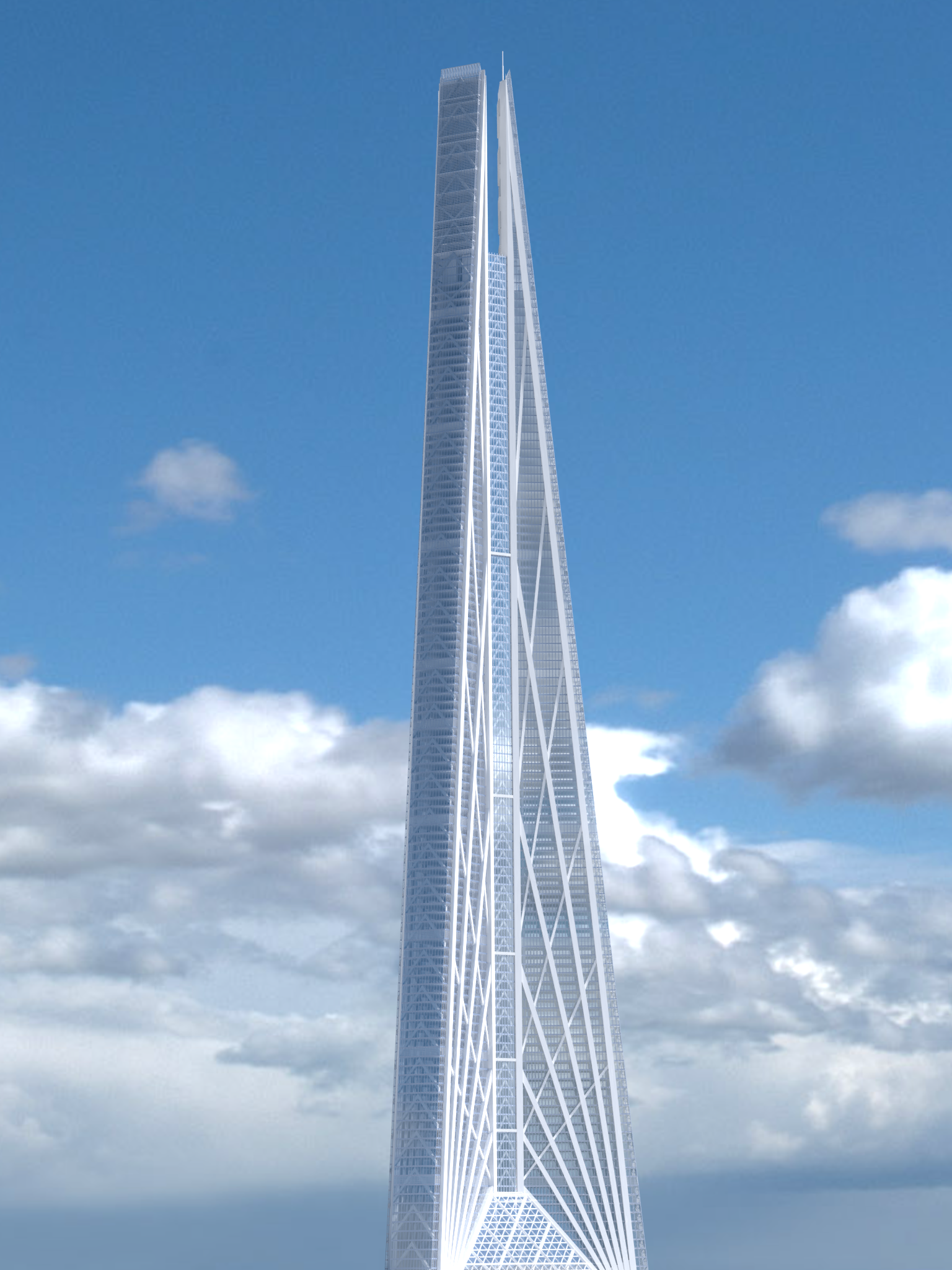
러시아 타워-612m 118층

| 순위 | 이름                      | 도시     | 나라         | 층수  | 높이   | 착공   | 당초 완공예정 |
| ---- | ------------------------- | -------- | ------------ | ----- | ------ | ------ | ------------- |
| 1    | 나킬타워                  | 두바이   | 아랍에미리트 | 200층 | 1410m  | 2008년 | 2020년        |
| 2    | 오르비타 레지던스         | 상파울루 | 브라질       | 265층 | 1112m  | 1996년 | 2004년        |
| 3    | 중구 금융관광허브빌딩     | 서울     | 대한민국     | 220층 | 960m   | 2006년 | 2013년        |
| 4    | 스카이시티                | 창사     | 중국         | 202층 | 838m   | 2013년 | 2014년        |
| 5    | 쑤저우 중난 센터          | 쑤저우   | 중국         | 138층 | 729m   | 2014년 | 2021년        |
| 6    | 인디아 타워               | 뭄바이   | 인도         | 126층 | 718m   | 2010년 | 2016년        |
| 7    | 티안푸 센터               | 청두     | 중국         | 157층 | 677m   | 2019년 | 2025년        |
| 8    | 핑안 파이낸스 센터        | 선전     | 중국         | 115층 | 660m   | 2010년 | 2016년        |
| 9    | 우한 CTF 센터             | 우한     | 중국         | 121층 | 648m   | 2018년 | 2022년        |
| 10   | 서울 라이트 타워          | 서울     | 대한민국     | 133층 | 640m   | 2009년 | 2015년        |
| 11   | 우한 그린랜드 센터        | 우한     | 중국         | 126층 | 636m   | 2012년 | 2021년        |
| 12   | 트리플 원                 | 서울     | 대한민국     | 111층 | 621m   | 2011년 | 2016년        |
| 13   | 인천타워                  | 인천     | 대한민국     | 151층 | 613m   | 2008년 | 2013년        |
| 14   | 러시아 타워               | 모스크바 | 러시아       | 118층 | 612m   | 2007년 | 2012년        |
| 15   | 시카고 스파이어           | 시카고   | 미국         | 150층 | 610m   | 2007년 | 2017년        |
| 16   | 1 파크 애비뉴             | 두바이   | 아랍에미리트 | 125층 | 600m   | 2009년 | 2013년        |
| 16   | 메라아스 타워             | 두바이   | 아랍에미리트 | 112층 | 600m   | 2009년 | 2013년        |
| 17   | 글로벌비즈니스센터        | 서울     | 대한민국     | 105층 | 569m   | 2020년 | 2026년        |
| 18   | 바오넹 선양 국제금융센터  | 선양     | 중국         | 114층 | 568m   | 2014년 | 2018년        |
| 19   | 도하 컨벤션센터 타워      | 도하     | 카타르       | 112층 | 551m   | 2007년 | 2012년        |
| 20   | 서울숲 글로벌비즈니스센터 | 서울     | 대한민국     | 110층 | 540m   | 2011년 | 2015년        |
| 21   | 해운대 관광리조트         | 부산     | 대한민국     | 117층 | 511m   | 2010년 | 2019년        |
| 22   | 롯데타운타워              | 부산     | 대한민국     | 107층 | 510.1m | 2009년 | 2016년        |
| 23   | 부르즈 알 알람            | 두바이   | 아랍에미리트 | 108층 | 510m   | 2006년 | 2012년        |
| 24   | 페더레이션 타워           | 모스크바 | 러시아       | 93층  | 506m   | 2003년 | 2007년        |
| 25   | 이튼즈 존 메리욘 타워     | 토론토   | 캐나다       | 140층 | 502.9m | 1971년 | 1976년        |
| 26   | 용산 랜드마크 타워        | 서울     | 대한민국     | 100층 | 485m   | 2013년 | 2017년        |

## 같이 보기
- 마천루
- 마천루 목록